# Gastronomía de la provincia de Huelva

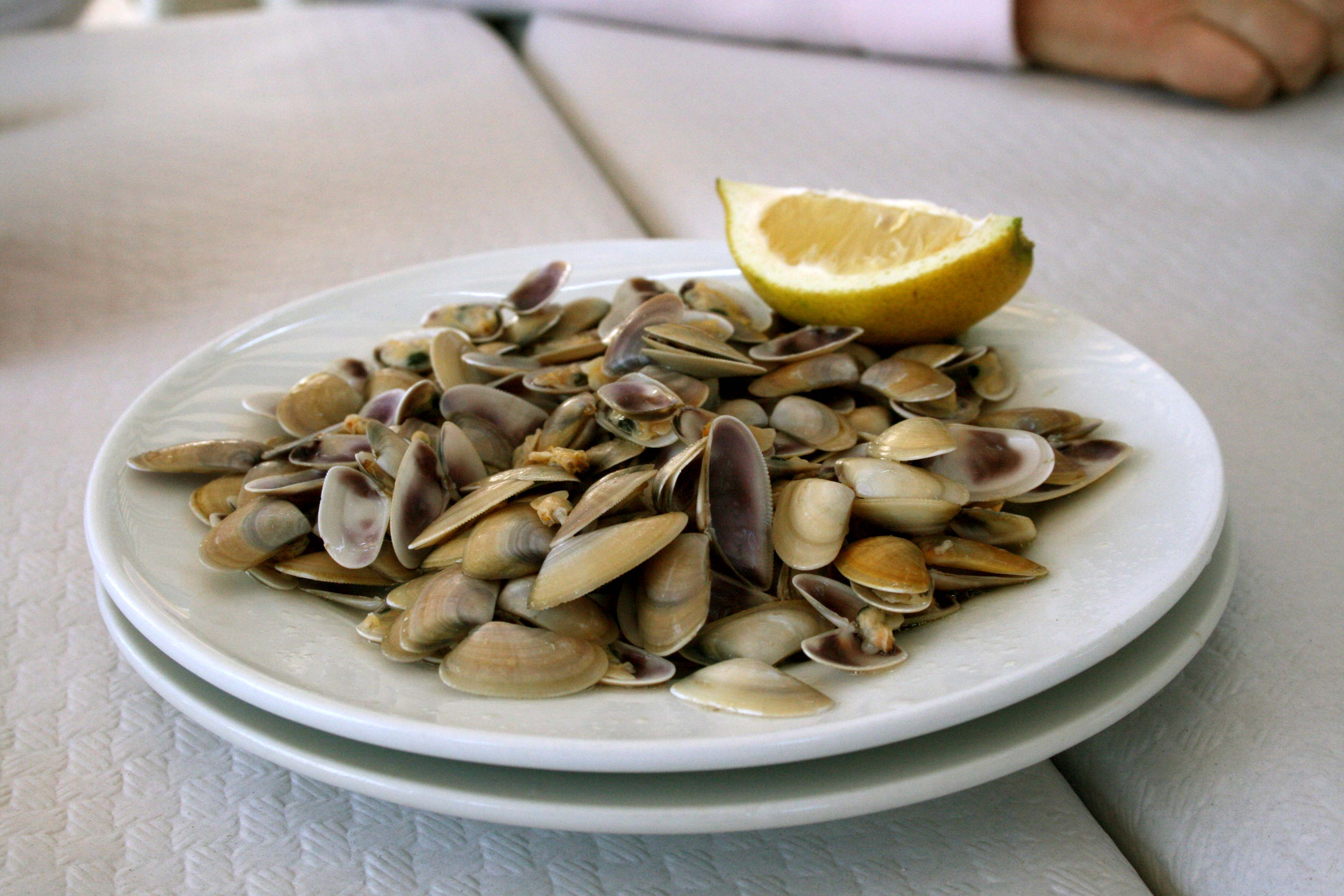
Ración de coquinas.

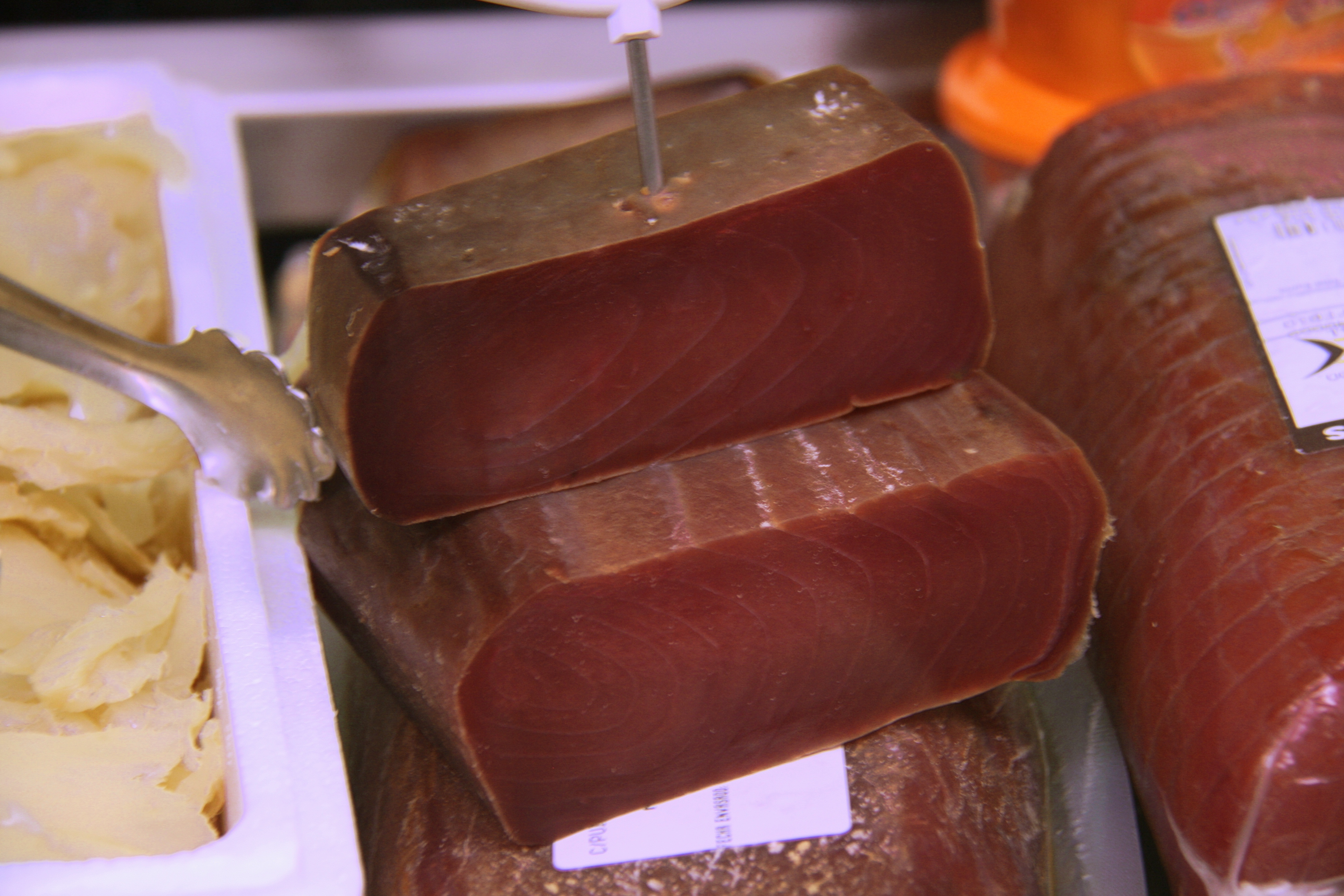
Las mojamas de atún son muy populares en la provincia.

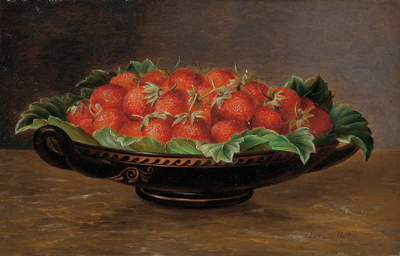
Las fresas han sido desde los 90 una fruta tradicional debido a su cultivo.

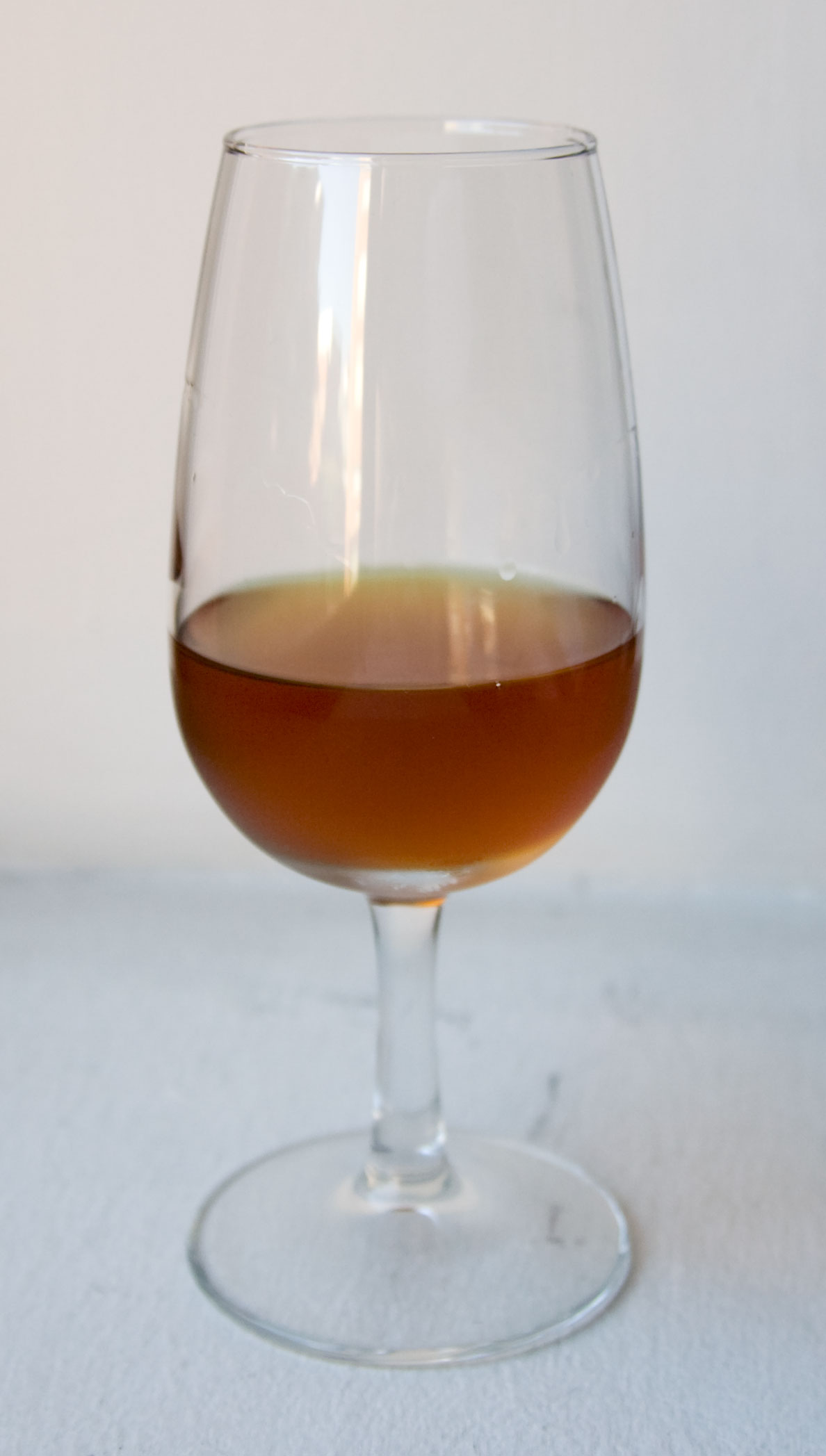
Copita de amontillado.

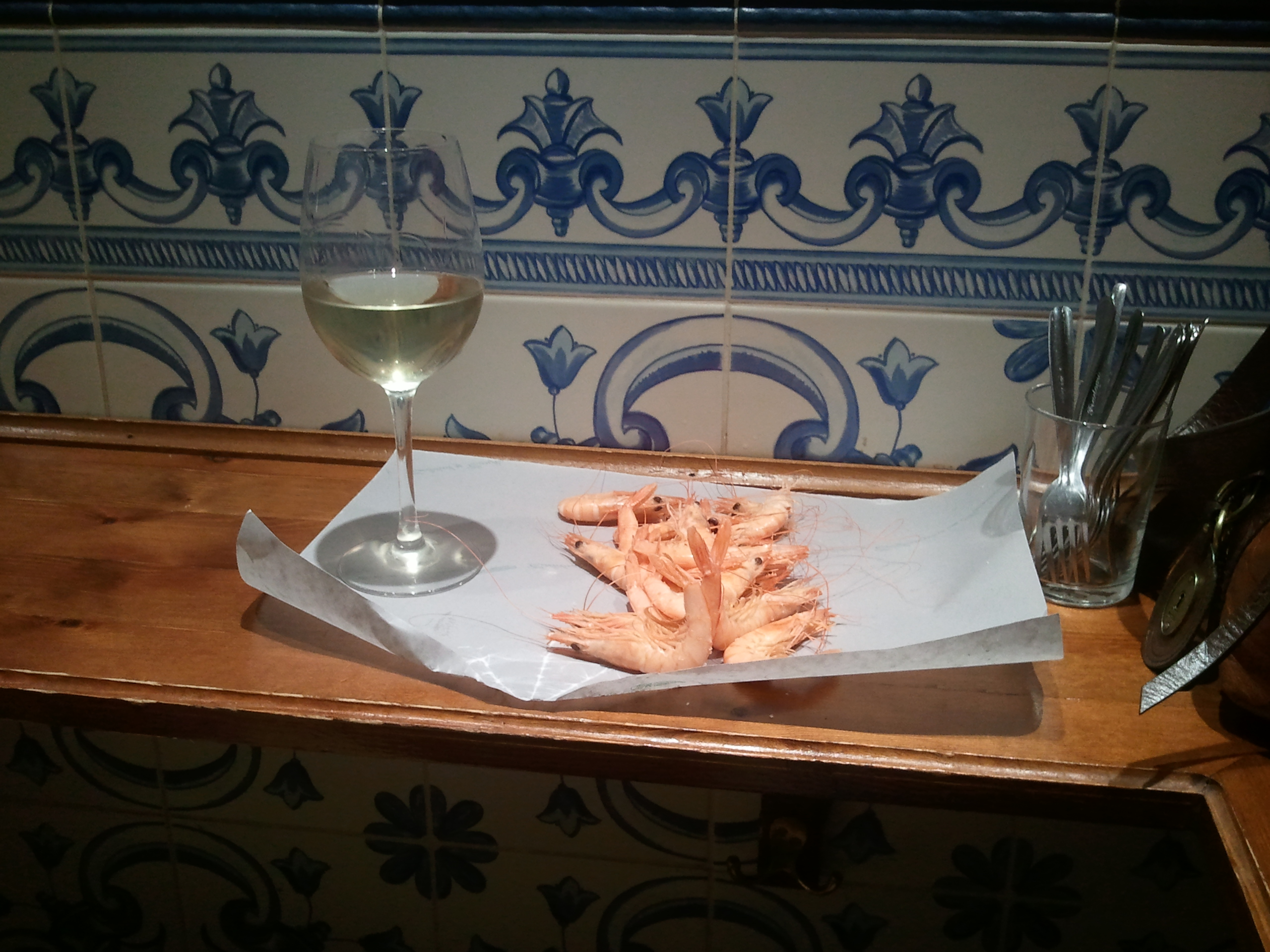
Tapa de gamba blanca

La Gastronomía de la provincia de Huelva corresponde al conjunto de platos y costumbres culinarias de la provincia de Huelva (España). A veces se menciona que la cocina onubense es eclipsada por la cocina gaditana, pero eso no es cierto. En la provincia de Huelva hay productos específicos en plena serranía como el jamón de Huelva. Comparándo con los productos de mar como puede ser la gamba blanca. A pesar de todo, se puede decir que la cocina de huelva es marinera en el sur, mientras que en la serranía está orientada a los productos del cerdo y a las setas, y en El Andévalo a las carnes de caza y al cordero. Es decir, consiste en una fusión de productos desde la sierra a la costa.

## Ingredientes
Al estar la provincia de Huelva en contacto con el Atlántico y con el interior (frontera con Extremadura) la variedad de ingredientes en su cocina es muy variada. Se encuentran platos de pescado y mariscos en las zonas cercanas a la costa, mientras que los platos cárnicos y de la huerta son protagonistas en el interior, que posee cierta influencia con la vecina cocina extremeña. 

### Carnes y Pescados
Los productos del cerdo son muy típicos, se realiza en algunos municipios del interior la tradicional matanza del cerdo. De esta forma se tienen chorizos, morcones y demás embutidos. En la provincia de Huelva se produce el jamón de forma muy intensa, siendo el jamón de Huelva una "Denominación de Origen Jamón de Huelva D.O.P." Entre los platos cárnicos de cordero se tiene la caldereta de cordero (la caldereta del Condado típica de la Romería de El Rocío).
En El Andévalo cobran importancia las carnes de caza, dada la abundancia de cotos y la tradición de hacer monterías.
Entre los quesos se encuentran los de oveja en el Andévalo y la sierra, y los quesos de cabra en la Cuenca Minera y El Condado.
Los pescados se comen habitualmente fritos, a la plancha, asados o en guiso. Los pescados procedentes de los puertos atlánticos de Huelva son importantes no sólo como proveedores de platos de pescado sino como base económica de las industria pesquera y conservera de la provincia. Uno de los pescados más típicos son las sardinas (sobre todo de la zona de Ayamonte e Isla Cristina). Las sardinas en pimientilla, la raya en pimentón, el pargo encebollado,  el pez espada en amarillo, el atún con tomate, los chocos con habas (una especie de sepia que se encuentra igualmente en las costas de Cádiz), etc. Entre los salazones se encuenara la mojama de atún (típica de Isla Cristina y Barbate que son los mayores productores andaluces). Entre los platos de atún se encuentran además: el pellejito de atún, atún mechado, etc. La industria conservera es importante y por ejemplo hay municipios con gran protagonismo dentro del sector, un ejemplo es Ayamonte e Isla Cristina.
Uno de los mariscos más representativos de la cocina de Huelva es la gamba blanca, aunque también abundan las cigalas y langostinos. Entre los moluscos, de gran fama, se encuentran la chirla y la coquina. Es conocido en la provincia el choco de Huelva, su popularidad ha dado lugar al gentilicio de los onubenses, conocidos popularmente como choqueros. Choco es el nombre con el que se conoce a un tipo de sepia, y con él se elaboran una gran variedad de platos, como las habas con choco, las papas con choco, las albóndigas de choco o simplemente el choco frito. La gamba blanca de Huelva es un producto de gran consumo y aparece frecuentemente en los restaurantes a lo largo de la provincia.

### Verduras y frutas
En la zona de interior se preparan también las migas, y una especie de gachas denominadas poleás. El plato típico de la Palma del Condado son las habas con poleo que consiste en un guiso de habas al que se le añade poleo, ajo fresco y sal. Otros platos son el estofado de alcachofas, en algunas zonas, los revueltos de espárragos trigueros (en la sierra), el gazpacho, la pimentá o las papas aliñás. Algunos platos con arroz son el arroz con bacalao, el arroz con tomate, almejas con arroz, etc. 
La gastronomía de la Sierra y el Andévalo está llena de recetas a base de setas como el gurumelo (Amanita ponderosa), o el níscalo (Lactarius deliciosus), que son recolectadas en los meses de otoño. Entre las frutas, el cultivo de la fresa (focalizado en la costa y la zona occidental de El Condado) convierte a Huelva en la mayor productora de Europa. También son muy importantes por hectáreas de cultivo y producción la naranja, la mandarina, las llamadas berries o frutas del bosque, melocotones, caquis, sandías y melones.
Entre las legumbres, el garbanzo de Escacena ecotipo local del Campo de Tejada es reconocido dentro y fuera de la provincia, y está amparado por una Indicación Geográfica Protegida.

## Condimentos
Entre los condimentos cabe destacar los vinagres con la Denominación de Origen Condado de Huelva y Vinagres del Condado de Huelva. Esta DD.OO., con sede en Bollullos Par del Condado, ampara en la actualidad a 18 términos municipales.

## Repostería

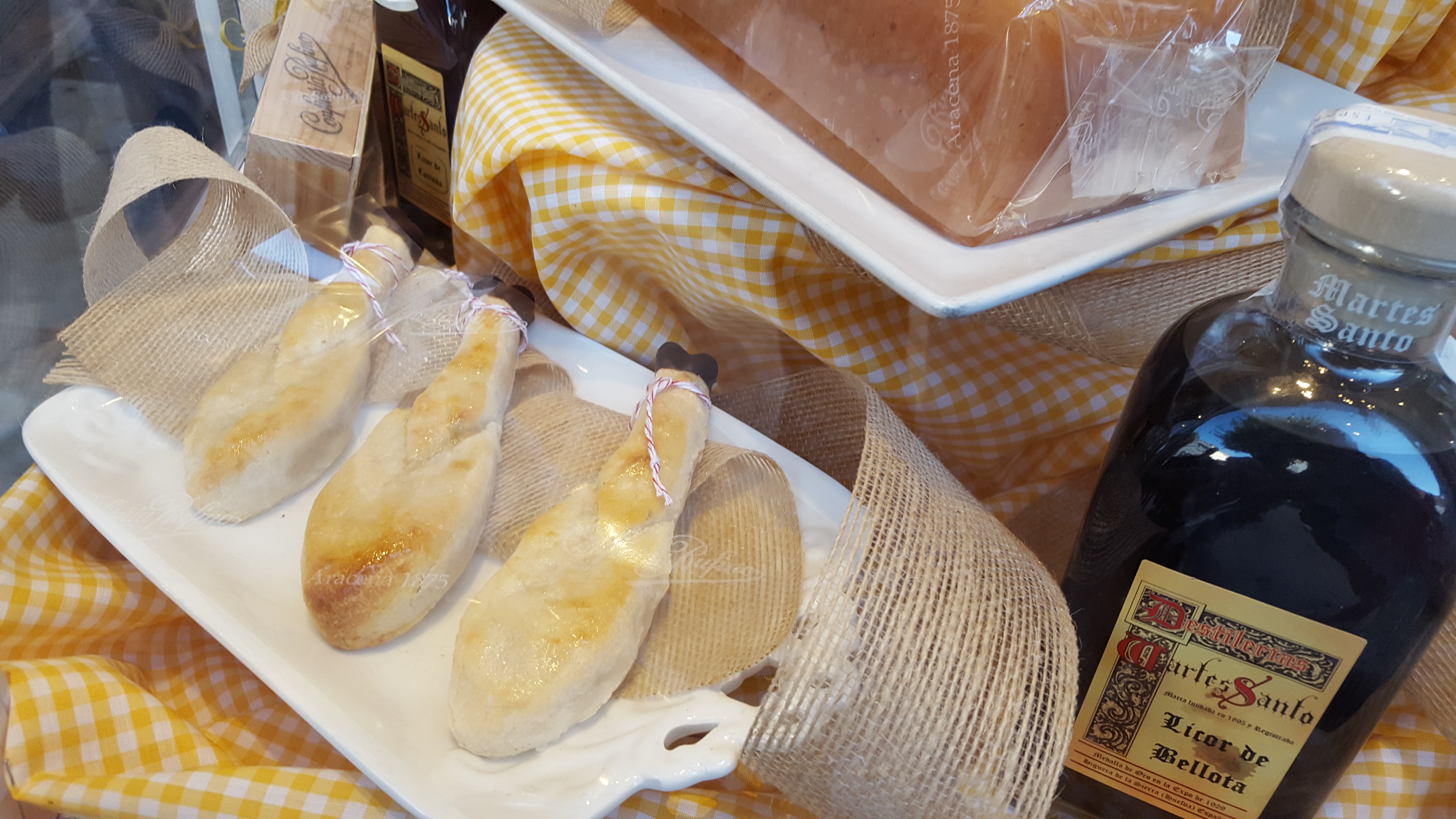
Jamoncitos de mazapán en Aracena

La repostería onubense es de gran tradición y sencillez, y sus recetas de pasan durante generaciones. Algunos dulces son claramente de herencia árabe y se elaboran de forma totalmente artesana. Uno de los más famosos es el hornazo, típico de Semana Santa y que al ser dulce (contiene cidra y almendra) no tiene nada que ver con el resto de hornazos que se preparan en España (salados). En la mayoría de pueblos del interior existen panaderías que siguen elaborando algunos dulces de tradición local, como los piñonates, los pestiños, tortas de manteca, rosas fritas, roscos, tortas de polvorón, cortadillos de cidra, buñuelos, etc. En este sentido tienen fama los obradores de San Bartolomé de la Torre, Aracena, Gibraleón y otras localidades. Las ciudades de Aracena y Moguer son famosas por su pastelería fina, destacando los tocinitos de cielo, borrachuelos, yemas o caracolas de crema.

## Bebidas
En la provincia se elaboran vermuts afamados y de larga historia, especialmente en la zona de El Condado, así como brandy y coñac. Tienen también mucho arraigo e historia los aguardientes y anisados de El Andévalo (sobre todo Zalamea La Real) y de la sierra (zona central de la misma). También existe industria artesana de licores, con emblemas como el licor de castañas y el de guindas. Aunque no se envasa, es famoso también el ponche de Huelva, que se degusta especialmente en ferias como Las Colombinas, y que aunque parece ser de origen inglés (traído por los ingleses de las minas de Riotinto), ha derivado en una bebida de toque dulzón a la que se añaden melocotones (a poder ser de La Nava).

### Vinos
Entre los vinos de la región se encuentran los vinos del Condado. Se trata de una de las cuatro grandes denominaciones de origen del vino de Andalucía y una de las dos con vinagres: la Denominación de Origen Condado de Huelva y Vinagres del Condado de Huelva. Estas DD.OO., con sede en Bollullos Par del Condado, amparan en la actualidad a 18 términos municipales: Almonte, Bollullos Par del Condado, Beas, Bonares, Chucena, Gibraleón, Hinojos, La Palma del Condado, Lucena del Puerto, Manzanilla, Moguer, Niebla, Palos de la Frontera, Rociana del Condado, San Juan del Puerto, Trigueros, Villalba del Alcor y Villarrasa. Según el Consejo Regulador, todos estos pueblos son aptos para la producción de uva de las variedades autorizadas. Sin embargo, la zona de crianza y envejecimiento de los vinos amparados por estas DD.OO. comprende tan sólo los términos de Bollullos Par del Condado, Almonte, Chucena, La Palma del Condado, Manzanilla, Moguer, Rociana del Condado, San Juan del Puerto y Villalba del Alcor. Aunque la producción principal es de vino blanco procedente de uva zalema, comienza a ampliarse con la producción de vinos tintos, premiados incluso internacionalmente, y espumosos.